# 540
540 (DXL) je bilo prestopno leto, ki se je po julijanskem koledarju začelo na nedeljo.

## Dogodki
- 1. januar

## Rojstva
- Autari, kralj Langobardov († 590)
- Galsvinta, nevstrijska kraljica († 568)

## Smrti
- Dignāga, indijski budistični filozof in logik (* 480)